# Brandensteinsches Palais
Das Brandensteinsche Palais in Schwerin, Schelfstadt, Puschkinstraße 13, ist als Gebäude ein
Baudenkmal in Schwerin und heute Sitz der Volkshochschule Schwerin.

## Geschichte

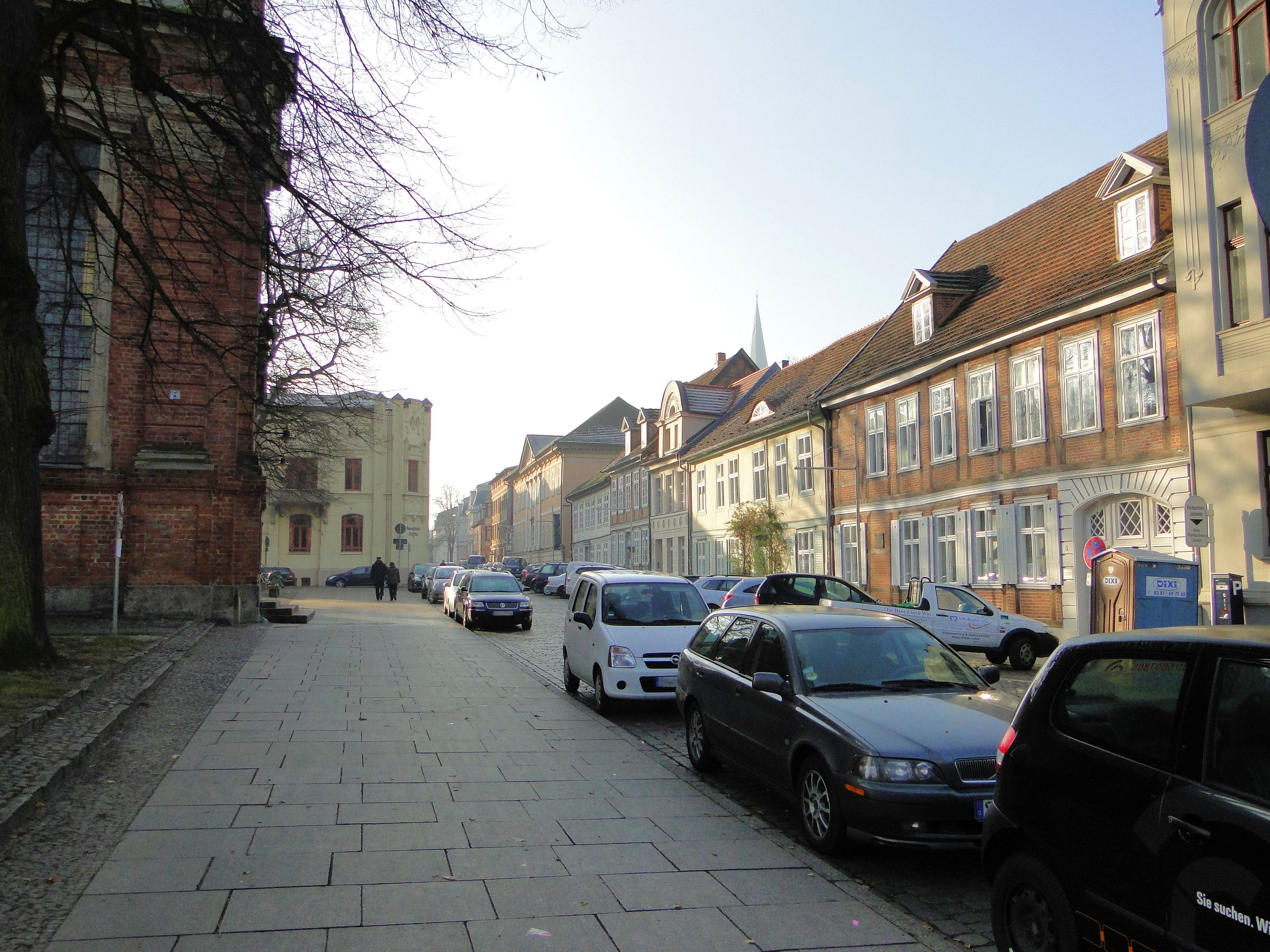
Puschkinstraße: links Schelfkirche, hinten das Palais, davor Nr. 3 bis 11

Die Schelfstadt, ursprünglich die Schelfe, seit 1349 auch Neustadt, entwickelte sich seit dem 11. Jahrhundert als zunächst selbstständiger Ort und ab 1705 als Stadt. Es entstanden im frühen 18. Jahrhundert auf der Schelfe Fachwerkhäuser und Palais. Die Schelfe mit über 4100 Einwohnern wurde 1832 Stadtteil von Schwerin.
Um 1703 soll ein erstes Gebäude hier am Übergang der damaligen Ritterstraße zum Schelfmarkt bereits gestanden haben. Ältester festgestellter Eigentümer des Hauses war – so das Stadtarchiv Schwerin – um 1747 Justizrat Heinrich von Dorne, dessen Vorfahren Ratsherren und Bürgermeister in Lübeck waren.
Das damals freistehende zweigeschossige 11-achsige zunächst spätbarocke, dann klassizistische Gebäude mit einem hohen Sockelgeschoss und mittigem Giebelrisalit sowie mit einem großen Garten war für Schweriner Verhältnisse monumental und entsprach den Herrenhäusern in Mecklenburg.
Um 1797/98 erwarb der spätere Mecklenburg-Schweriner Geheimratspräsident und Minister August Georg Freiherr von Brandenstein (1755–1836) das Gebäude. Er sanierte das Haus und erneuerte die Innenausstattung. Die damalige Farbgestaltung wurde 2004/05 wieder übernommen. Bald danach um die 1810er Jahre hieß das Anwesen Brandensteinsches Palais. Er ließ es 1826 um ein weiteres Hofgebäude am rückwärtigen Treppenaufgang erweitern.
1850 wurde es unter Friedrich Franz II. für den großherzoglichen Besitz angekauft und nach Plänen von Hermann Willebrand umgebaut. Es diente der Unterbringung des Großherzoglichen Kabinetts bzw. für höhere Beamte.
Einige Jahre später war es wieder im Besitz der Familie Brandenstein. Es wurde aber bis 1899 auch weiterhin teilweise als Wohnung für großherzogliche Beamte genutzt.
1899 erwarb die Stadt Schwerin das Haus für Verwaltungszwecke. Es folgten für diesen Zweck mehrere Umbauten; eine Kassenhalle wurde im Südteil eingerichtet, der Balkon zur Straße verschwand, der Hauptzugang erfolgte von der Straße und die Wirtschaftsgebäude im Hof wichen 1893/94 einer Bebauung für die benachbarte Bürgermädchenschule als Schelfschule. Die Innenausstattung ging weitestgehend verloren. 1919 entstand ein Anbau am Südgiebel.
Das Gebäude wurde 2004/05 saniert. Das rückseitige Fachwerk blieb erhalten und die dortige Traufe konnte wieder einheitlich geschlossen werden. Die monumentale Fassade des ehemaligen Adelspalais dokumentiert den Typus des Stadtpalais, von dem es in Schwerin kein weiteres Beispiel gibt.
Heute befindet sich hier der Sitz der Volkshochschule mit dem Kultur-Informations-Zentrum (KIZ) und Räume für das gegenüberliegende Konservatorium Schwerin. Aktuell (2020) sacken die Fundamente ab und konstruktive Maßnahme müssen eingeleitet werden.

## Volkshochschule Schwerin
Die Volkshochschule Ehm Welk ist die kommunale Einrichtung der Landeshauptstadt Schwerin zur Weiterbildung. Sie bietet Kurse zu den Themen Gesellschaft, Kultur, Beruf, Grundbildung, Schulabschlüsse, Gesundheit, Sprachen, Reisen und „Aktiv im Alter“ an. Um die 25 Dozenten sind ür die VHS aktiv. Sternwarte und Planetarium der VHS befinden sich in Ostorf, Weinbergstraße 17. Kurse finden auch in der benachbarten Schelfschule, im Campus am Turm im Großen Dreesch, Hamburger Allee 124 sowie im Fridericianum Schwerin, Goethestraße 74 statt.
Ehm Welk (1884–1966) wurde 1946 Direktor der von ihm gegründeten Volkshochschule in Schwerin.